# روبرت موريسون (لاعب كرة قدم بريطاني)
روبرت موريسون (بالإنجليزية: Robert Morrison)‏ (4 يونيو 1952 - 4 يونيو 1952) هو لاعب كرة قدم بريطاني في مركز الدفاع.